# اریک شاهی
اریک شاهی (به فرانسوی: Éric Chahi) (متولد ۲۱ ژوئن ۱۹۶۷) یک طراح بازی‌های کامپیوتری اهل فرانسه است که بیشتر به عنوان سازندهٔ بازی جهانی دیگر شناخته می‌شود.